# 广西铁仔
广西铁仔（学名：Myrsine elliptica）为紫金牛科铁仔属下的一个种。